# Pfriemenkresse
Pfriemenkresse (Subularia aquatica) ist eine Pflanzenart in der Familie der Kreuzblütengewächse (Brassicaceae). Diese ungewöhnliche Art kommt in litoralen und aquatischen Lebensräumen vor. Als deutscher Trivialname wird auch „Wasser-Pfriemenkresse“ angeführt.

## Beschreibung

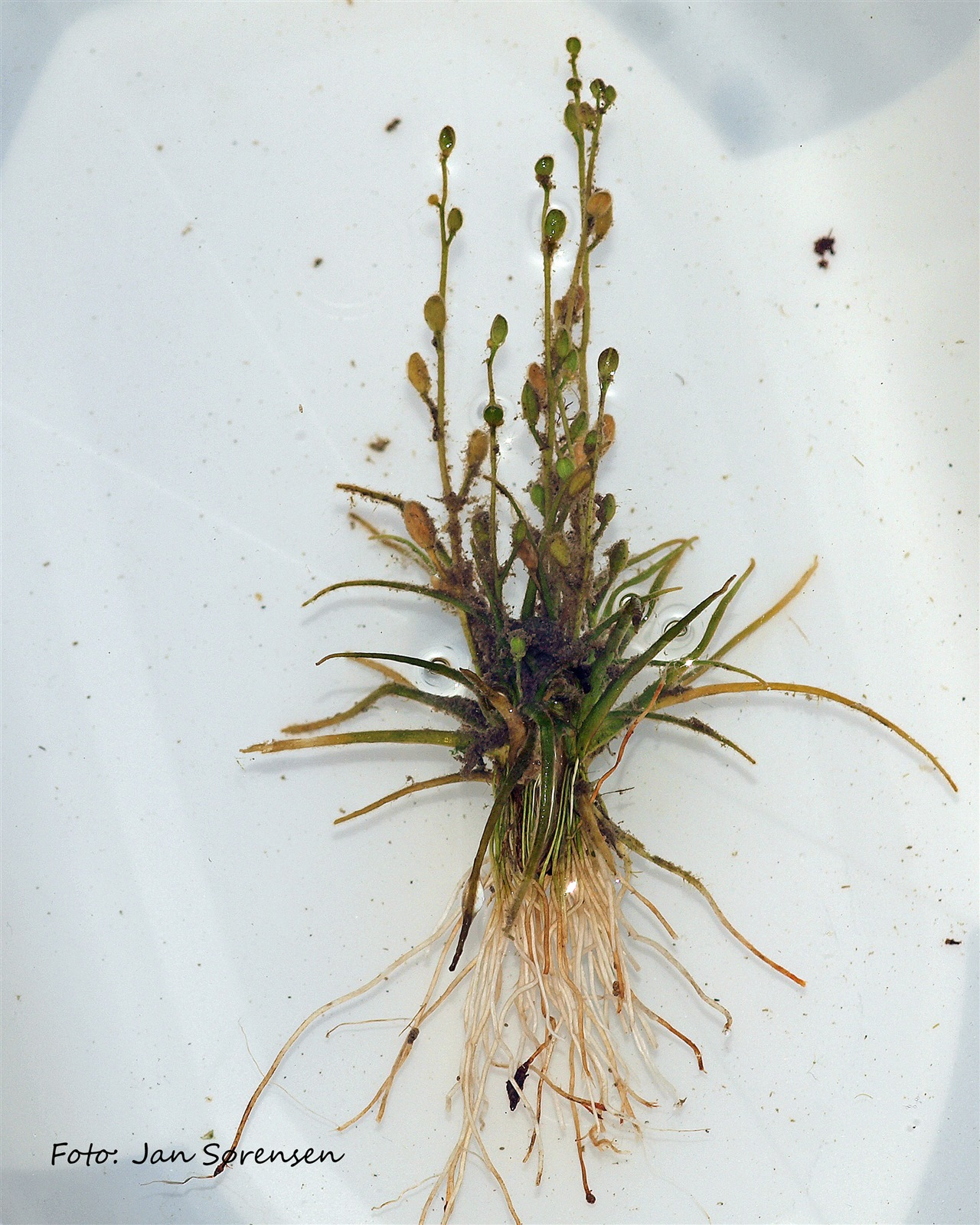
Habitus, Laubblätter und Wurzeln

### Vegetative Merkmale
Die Pfriemenkresse wächst als einjährige krautige Pflanze und erreicht Wuchshöhen von meist 1,5 bis 15 (0,5 bis 23) Zentimetern. Es ist eine kurze, verdickte, unterirdische Sprossachse mit faserigen Wurzeln vorhanden.
Es sind nur grundständige, aufrechte oder aufsteigende Laubblätter vorhanden. Ihre Blattspreiten sind bei einer Länge von meist 1 bis 7 (0,5 bis 10) Zentimetern pfriemlich und ganzrandig.

### Generative Merkmale
Die Blütezeit reicht von Juli bis Oktober. Der traubigen Blütenstand enthält meist zwei bis zwölf (ein bis 18) Blüten. Die Blütenstiele verlängern sich bis zur Fruchtreife auf eine Länge von meist 1 bis 7 (selten bis zu 10) Millimetern.
Die zwittrige Blüte ist vierzählig mit doppelter Blütenhülle. Die vier Kelchblätter weisen eine Länge von meist 0,7 bis 1 (0,5 bis 1,3) Millimetern und eine Breite von 0,2 bis 0,5 (selten bis zu 0,7) Millimetern auf. Die relativ kleinen, weißen Kronblätter eine Länge von 1,2 bis 1,5 Millimetern und eine Breite von 0,2 bis 0,5 Millimetern auf.
Die Schötchen sind meist 0,2 bis 0,35 (0,15 bis 0,55) Millimeter × 1,2 bis 2 (selten bis 2,5) Zentimeter groß. Die 0,8 bis 1 Millimeter × 0,5 bis 0,8 Millimeter großen Samen sind hellbraun gefärbt.
Die Chromosomenzahl beträgt 2n = 28, 30 oder 36.

## Ökologie
Die Blüten werden nur bei über der Wasseroberfläche wachsenden Blüten geöffnet und fremdbestäubt. Stehen sie andauernd unter Wasser, bleiben sie geschlossen und es erfolgt Selbstbestäubung. 

## Systematik und botanische Geschichte
Die Pfriemenkresse wurde zuerst von Johann Christian Buxbaum entdeckt und auch verwandtschaftlich richtig als Alyssum palustre folio Junci 1729 erkannt.
Die gültige Erstveröffentlichung von Subularia aquatica erfolgte 1753 durch Carl von Linné in Species Plantarum, Tomus II, S. 642.
Die Art Subularia aquatica gehört zur Gattung Subularia im Tribus Cardamineae in der Familie Brassicaceae.
Die Art Subularia aquatica enthält zwei Unterarten:
- Subularia aquatica L. subsp. aquatica: die Fruchtstiele stehen in einem Winkel von 50 bis 90° von der Blütenstandsachse ab. Die Kelchblätter fallen früh ab. Die Schötchen sind ellipsoid. Sie vertritt die Art in Europa und Asien.[3]
- Subularia aquatica subsp. americana G.A.Mulligan & Calder: die Fruchtstiele stehen in einem Winkel von 30° bis 50° von der Traubenachse ab. Die Kelchblätter bleiben bis zur Fruchtreife. Die Schötchen sind breit ellipsoid bis breit eiförmig. Sie vertritt diese Art in Nordamerika.[3]

## Vorkommen
Der Vorkommensschwerpunkt in Europa liegt in Skandinavien, Schottland und Island, inselartige Vorkommen reichen nach Süden bis zu den Gebirgen der Iberischen Halbinsel und der Balkanhalbinsel. Des Weiteren kommt Subularia aquatica in den meeresnahen Gebieten des borealen und arktischen Nordamerika vor sowie auf der Halbinsel Kamtschatka.
Sie ist eine Art der Strandlingsfluren flacher, zeitweise bis 50 Zentimeter tief überschwemmter Seeufer. Sie bevorzugt sauere, humose, oligotrophe (bis dystrophe), ziemlich schlammge Sandböden. Sie ist eine Charakterart des Isoetetum echinosporae aus dem Verband Isoetion lacustris.

### Gefährdung und Schutzmaßnahmen
Subularia aquatica ist in der Roten Liste gefährdeter Pflanzenarten Deutschlands und einiger seiner Bundesländer 2002 als “ausgestorben oder verschollen” aufgeführt. Auch in der Schweiz ist die Subularia aquatica in die Kategorie “RE” für „Regionally Extinct“, also in der Schweiz ausgestorben, gereiht. In den USA wird Subularia aquatica durch die Bundesstaaten Maine, Michigan, Minnesota und New York mit Gefährdungskategorien versehen.

## Morphologisch ähnliche Arten
Die Pfriemenkresse kann mit vielen anderen kleinbüscheligen, aquatischen Pflanzenarten der Gattung der Sumpfbinsen (Eleocharis), der Wasser-Lobelie (Lobelia dortmanna), dem See-Brachsenkraut (Isoetes lacustris), mit Limosella acaulis, Lilaeopsis occidentalis oder Lilaea scilloides verwechselt werden.

## Bedeutung und Nutzung
Subularia aquatica bietet sich als Lebensraum für Kleintiere an und stabilisiert die Uferbereiche. Subularia aquatica wird gelegentlich als Bewuchs für Aquarien kultiviert.